# Liste der Monuments historiques in Maisons-lès-Chaource
Die Liste der Monuments historiques in Maisons-lès-Chaource führt die Monuments historiques in der französischen Gemeinde Maisons-lès-Chaource auf.

## Liste der Objekte
| Bezeichnung                              | Beschreibung                                                     | Standort                          | Kennzeichnung | Schutzstatus | Datum | Bild |
| ---------------------------------------- | ---------------------------------------------------------------- | --------------------------------- | ------------- | ------------ | ----- | ---- |
| Skulptur Madonna mit Kind und Weintraube | Eichenholz, farbig gefasst und vergoldet, um oder kurz nach 1600 | in der Kirche St-Sébastien (Lage) | PM10001138    | Classé       | 1913  |      |
| Skulptur Unterweisung Mariens            | Kalkstein, farbig gefasst, erste Hälfte des 16. Jahrhunderts     | in der Kirche St-Sébastien (Lage) | PM10001137    | Classé       | 1913  |      |
| Skulptur Ecce homo                       | Kalkstein, farbig gefasst, um 1500                               | in der Kirche St-Sébastien (Lage) | PM10001136    | Classé       | 1913  |      |